# Fazy kubiczne
Jeżeli edytujesz kod źródłowy, to aby uzyskać taki efekt: teoria, elektronem, Witolda Gombrowicza – twórz linki według składni: [[teoria]], [[elektron]]em, [[Witold Gombrowicz|Witolda Gombrowicza]].

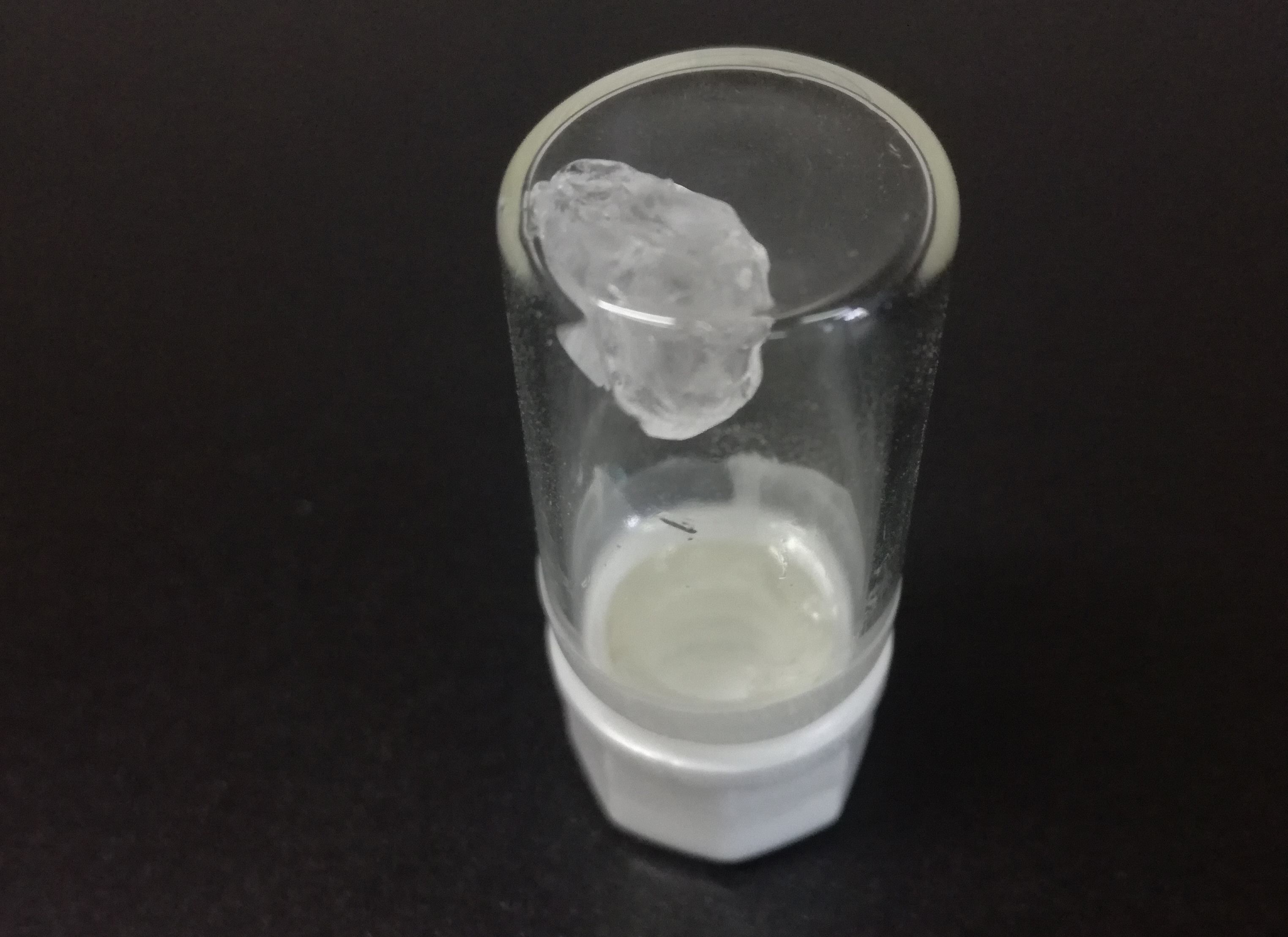
Lipidowa faza kubiczna

Fazy kubiczne – jedna z trzech głównych klas liotropowych układów ciekłokrystalicznych. Pierwsze badania dotyczące kubicznych faz ciekłokrystalicznych przeprowadzono w latach 60. XX wieku. W celu wytworzenia konkretnego rodzaju lipidowej fazy ciekłokrystalicznej, korzysta się z diagramów fazowych. Diagramy te przedstawiają w jakich warunkach temperatury należy zmieszać ze sobą (przy zachowaniu odpowiednich proporcji) lipid z roztworem wodnym.

## Ogólne informacje
Lipidowe fazy kubiczne można scharakteryzować jako zakrzywioną dwuwarstwę tworzącą trójwymiarową krystalograficznie dobrze uporządkowaną strukturę, która jest przeplatana kanałami wodnymi o średnicy ok. 5 nm. Fazy kubiczne cechują się najbardziej złożoną organizacją przestrzenną w porównaniu do wszystkich rodzajów faz. Fazy przestrzenne można podzielić na dwuciągłe lub micelarne oraz na normalne (olej w wodzie) lub odwrócone (woda w oleju). Ogólna struktura faz kubicznych charakteryzowana jest przez  nieskończone, okresowe powierzchnie minimalne, zaś struktura dynamiczna opiera się na powierzchniach węzłowych.

## Główne typy faz kubicznych

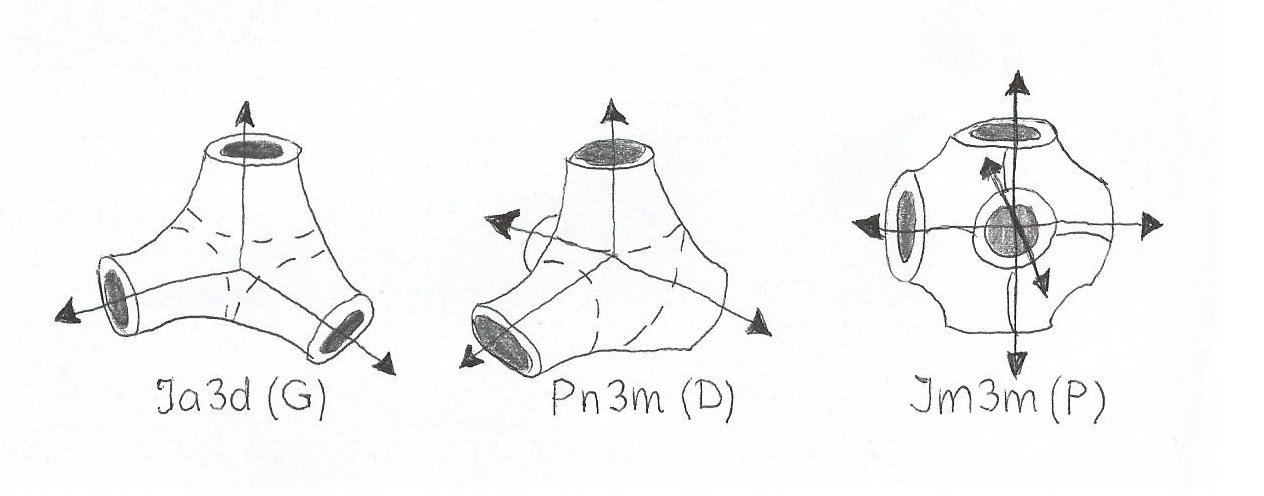
Główne typy faz kubicznych: śrubowa (Ia3d), diamentowa (Pn3m), prymitywna (Im3m)

Na podstawie powierzchni minimalnych wyodrębniono trzy główne typy faz kubicznych: 
- faza śrubowa  o symetrii Ia3d – kanały wodne zbiegają się po trzy pod kątem 120°, oddzielone są powierzchniami minimalnymi typu G.
- faza diamentowa o grupie przestrzennej Pn3m – kanały wodne zbiegają się pod kątem 109,5°, rozdzielone są powierzchniami minimalnymi typu D.
- faza prymitywna o symetrii Im3m – kanały wodne zbiegają się prostopadle po sześć pod kątem 90°, oddzielone są powierzchniami minimalnymi typu P[5].

Pod wpływem niewielkiej zmiany składu faz lub temperatury, możliwe są przejścia danego typu fazy w inny typ fazy.

## Cechy charakterystyczne
Cechami charakterystycznymi lipidowych faz kubicznych są m.in.: przezroczystość,brak dwójłomności, optyczna izotropowość, konsystencja żelu, duża lepkość, duża powierzchnia wewnętrzna, stabilność w nadmiarze wody, biokompatybilność, bioadhezyjność.

## Zastosowanie

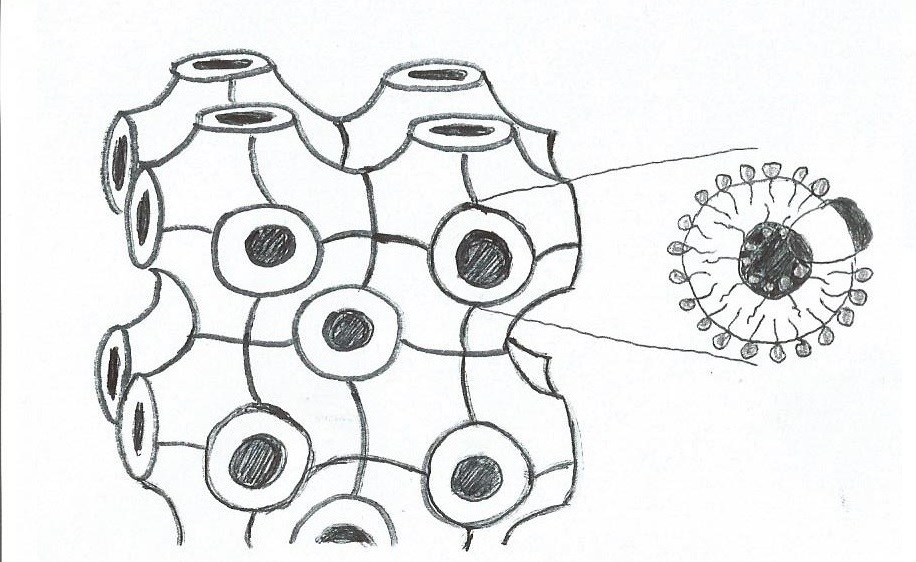
Schematyczny model dwuciągłej fazy kubicznej złożonej z monooleiny, wody i białka błonowego

Ze względu na swoje właściwości fazy kubiczne mogą znaleźć zastosowanie m.in. jako:
- matryce do kontrolowanego uwalniania i dostarczania leków[7] - ze względu na fakt, iż fazy kubiczne są zbudowane zarówno z domen lipidowych jak i wodnych, istnieje możliwość wbudowywania w ich strukturę związków hydrofilowych i hydrofobowych. Zamknięcie tych substancji we wnętrzu faz zapobiega ich degradacji chemicznej i fizycznej, co sprawia, że fazy kubiczne zaczęto badać pod kątem wykorzystania jako nośniki leków. Substancje hydrofobowe wbudowują się do części stanowiącej dwuwarstwę lipidową, substancje hydrofilowe – do części wodnej (kanały wodne), a substancje amfifilowe – na pograniczu tych dwóch części[8]. Na kontrolowaną dyfuzję leku z nośnika może mieć wpływ szereg czynników: czynniki egzogenne, np.:  światło[9], temperatura[10], zewnętrzne pole magnetyczne[11]  oraz czynniki endogenne, np.:  pH[12], zmiana rozmiaru kanału wodnego[13], oddziaływania hydrofobowe[14]
- matryce do krystalizacji białek błonowych[15] - krystalizacja białek błonowych stanowi wyzwanie ze względu na oddziaływania pomiędzy białkami błonowymi, a otaczającymi je lipidami oraz ich dwubiegunową naturę (hydrofilowe i hydrofobowe domeny). Za wykorzystaniem faz kubicznych do krystalizacji białek błonowych przemawia m.in. argument, iż fazy kubiczne stanowią matrycę przypominającą błonę, dzięki czemu białkom zapewnione jest środowisko zbliżone do warunków in vivo[16][17].